# Sammarei
Sammarei (bairisch für: Sankt Maria) ist ein katholischer Wallfahrtsort und Ortsteil des Marktes Ortenburg bei Passau in Niederbayern. Der Name Sammarei ist eine volkstümliche Abwandlung von Sancta Maria, das zuerst zu Sankt Marei eingedeutscht und dann zu Sammarei verkürzt wurde.

## Lage
Sammarei liegt an der Wolfach etwa vier Kilometer südwestlich von Ortenburg und etwa einen Kilometer westlich von Rainding.

## Geschichte
Schon Ende des 13. Jahrhunderts ist ein Gutshof mit diesem Namen urkundlich belegt. Die Wallfahrt geht auf den Brand eines Bauernhofes im Jahr 1619 in unmittelbarer Nähe einer kleinen Holzkapelle zurück, bei dem die Kapelle den Brand des Hofes unversehrt überstand. Das Kloster Aldersbach übernahm daraufhin den Wiederaufbau und die Erweiterung der Kapelle unter der Bedingung, dass dem Kloster Niedergerichtsbarkeit und Kirchenschutz verliehen würden. Um die Kapelle wurde durch Baumeister Isaak Bader die 1631 geweihte heutige barocke Kirche erbaut. Am 8. Oktober 1636 verlieh Kurfürst Maximilian I. dem Kloster die Niedergerichtsbarkeit und den Kirchenschutz bei dem Hofe.  1752 gehörte der halbe Hof zur Hofmark Reisbach bei Ortenburg.
1690 legte Abt Engelbert Vischer den Grundstein zu dem stattlichen Wallfahrtspriesterhaus, in dem zeitweise vier Aldersbacher Zisterzienser wirkten. Bei der Säkularisation in Bayern wurde das Kloster 1803 aufgehoben. Erst 1862 wurde die Wallfahrt der Pfarrei Rainding eingegliedert.
Nach der Gemeindebildung wurde Sammarei von der Gemeinde Beutelsbach abgetrennt und ein Teil der 1821 gebildeten Gemeinde Iglbach. Es kam 1970 zur neuen Gemeinde Wolfachau, die 1978 im Zuge der Gebietsreform in Bayern dem Markt Ortenburg angegliedert wurde. Kirchlich gehört Sammarei zur Pfarrei Rainding.

## Sehenswürdigkeiten

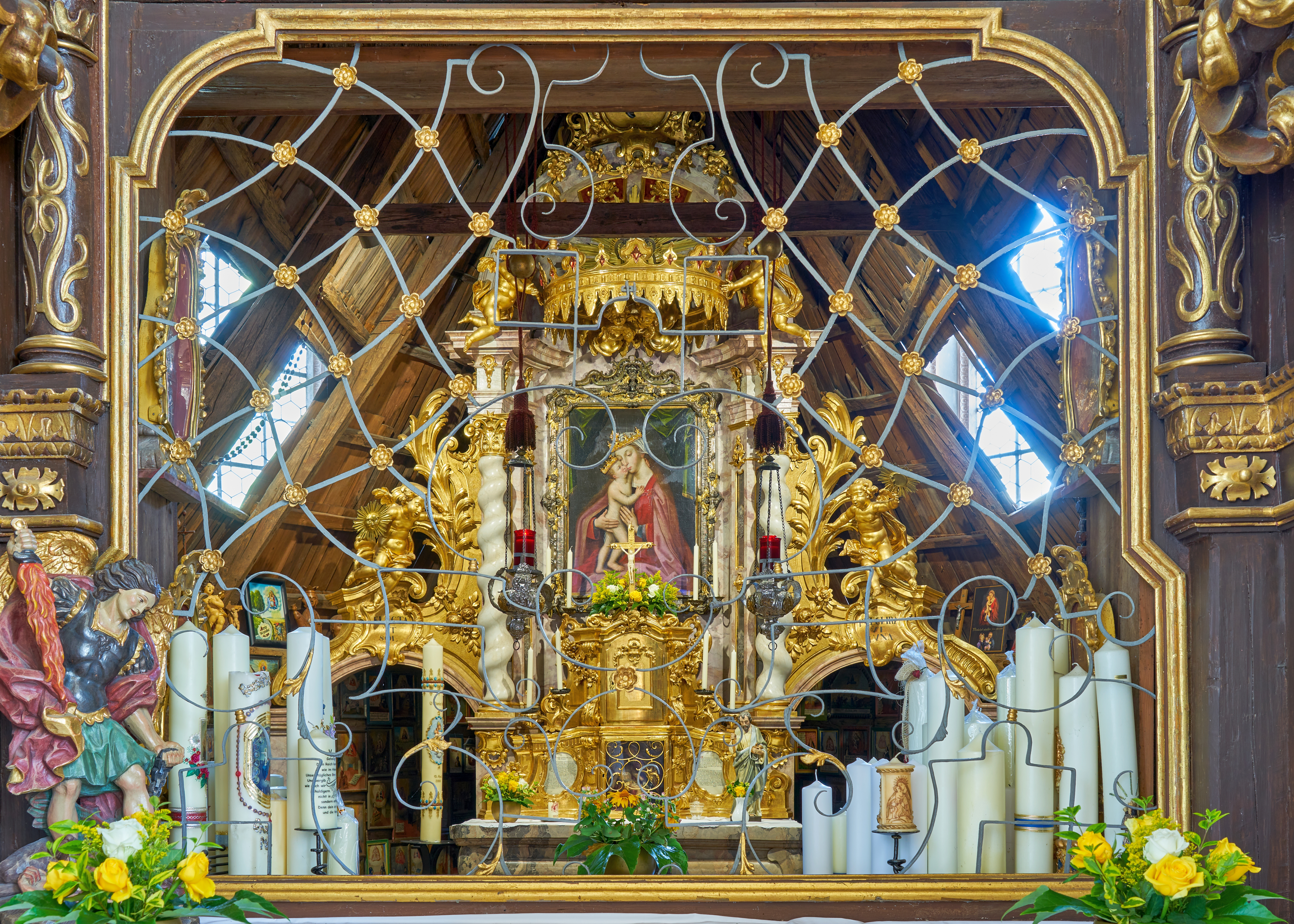
Blick durch die Altarwand in die ursprüngliche Kapelle

- Blick durch die Altarwand in die ursprüngliche Kapelle Wallfahrtskirche Sammarei. Sie wurde von Isaak Bader erbaut und 1631 geweiht. Die ursprüngliche Kapelle ist noch immer hinter einer von Jakob Bendl gestalteten ikonostasenartigen Altarwand erhalten. In ihr befindet sich der barocke Hochaltar aus dem Jahr 1772 mit dem aus dem Jahr 1631 stammenden Gnadenbild. Im Umgang um die Kapelle sind etwa 1300 Votivbilder angebracht, welche die Bedeutung dieses Wallfahrtsortes veranschaulichen. Haupt- und Seitenaltäre sind zu einer monumentalen fünfteiligen Altarwand verschmolzen.

## Vereine
- Sängerzirkel Sammarei
- Wolfachtaler Schützenverein Sammarei
- Sportkegelclub Sammarei
- Wallfahrtsverein Sammarei